# (218900) Gabybuchholz
(218900) Gabybuchholz est un astéroïde de la ceinture principale.

## Description
(218900) Gabybuchholz est un astéroïde de la ceinture principale. Il fut découvert le 8 mars 2007 à Wildberg par Rolf Apitzsch. Il présente une orbite caractérisée par un demi-grand axe de 2,68 UA, une excentricité de 0,07 et une inclinaison de 15,4° par rapport à l'écliptique.

## Compléments